# هرمان شرشن
هرمان شِرشِن (آلمانی: Hermann Scherchen; ۲۱ ژوئن ۱۸۹۱ – ۱۲ ژوئن ۱۹۶۶) رهبر ارکستر و نوازندهٔ ویولن و ویولا اهل آلمان بود.
او پنج بار ازدواج کرد و فرزندان زیادی داشت.